# Отава
Отава (енгл. Ottawa) је главни град Канаде. Налази се у Отавској долини на истоку провинције Онтарио, односно 400 km источно од Торонта и 190 km западно од Монтреала. Река Отава дели Отаву од града Гатино на другој обали, у провинцији Квебек. Ту се у ову реку улива канал Ридо отворен 1832.
Према резултатима пописа 2011. у граду је живело 883.391 становника, а популација области Отава-Гатино има око 1.142.700 житеља (податак из 2004). Ова агломерација је четврти град Канаде по величини. Градоначелник Отаве је од новембра 2022. Марк Сатклиф (енгл. Mark Sutcliffe).
Градска управа је двојезична, али покрајина Онтарио још није прогласила град као целину званично двојезичним. 82,3% становништва говори енглески као први језик, а 16,4% француски (подаци из 2011. године). Већина становника који говоре француски као први језик говори и енглески, али то није случај и обратно.
Између центра града око канала Ридо и реке Отава налази се Парламент хил, брдо на којем је између 1865. и 1927. изграђен Парламент Канаде.
Међународни аеродром Макдоналд-Картије (ознака YOW) налази се 10 km јужније од града.
Најпознатији спортски тим из Отаве је хокејашки тим Отава сенаторси који игра у НХЛ. Од 2020. године Отава има и професионални фудбалски тим, Атлетико Отава (повезан са Атлетиком Мадрид), који игра у Канадској премијер лиги.

## Историја
Отава је основана 1827. под именом Бајтаун, по имену оснивача Џона Баја. Краљица Викторија је 31. децембра 1857. одредила овај град за престоницу Канаде и изабрала његово ново име - Отава. Отава значи трговац на језику локалних Алгонквин индијанаца. Легенда каже да је краљица одабрала ово место чиодом коју је забола на карти између Торонта и Монтреала. Вероватнији разлог избора овог града је то што се налази на језичкој граници језички подељене Канаде. Уз то, мали град попут Отаве је био лакши за евентуалну одбрану, док је Торонто својим положајем уз језеро Онтарио био лака мета Американаца.
Подручје данашње Отаве изворно су насељавали Отава Индијанци. Према историјским доказима алгонквински народи насељавали су подручје реке Отаве где су живели као друштво ловаца и сакупљача. Рани европски истраживачи су речним путем истраживали ова нова подручја у потрази за пролазом према Индији и Азији, као и у потрази за драгоценим металима и другим добрима. Ти речни путеви преко реке Отаве и реке Сент Лоренс користили су се за допремање добара, углавном крзна, у Европу преко Монтреала и града Квебека.
Први насељеник у овом подручју био је Филемон Рајт из Масачусетса, који је овде са својом породицом и радницима дошао 7. марта 1800. како би се бавио пољопривредом на северној обали реке Отаве код водопада. Зато што уроди нису били довољно успешни за одржавање ове заједнице, Рајт је почео да се бави сечом стабала које је речним путем слао до Монтреала и Квебека. Његова прва стабла су у град Квебек стигла 1806. године.
Због велике примене дрвета америчког боровца у бродоградњи и изради намештаја, у овом подручју које је било богато тим дрветом брзо се развила дрвна индустрија . Ово је до 1812, заменивши трговину крзном, постала најважнија привредна активност на овом подручју, а Отава важно средиште те активности у Северној Америци.
Након британско-америчког рата 1812, овде је смештена војска и њихове породице. Влада је почела да подстиче насељавање у ово подручје, због чега се наредних неколико година доселио велики број Ираца у ове крајеве. Заједно са Франкоканађанима из Квебека, ове две групе су сачињавале највећи део радника на каналу Ридо који је додатно подстакао трговину дрветом и економски развио ово подручје.
Изградњу канала водио је британски пуковник Џон Бај, који је завршио пројекат 1832, Након чега је значајно порастао број становника у овој области. Каналом је створена сигурна веза између Монтреала и Кингстона на језеру Онтарио. За време изградње, пуковник Бај је поставио војне бараке на оном што је данас Парлиамент Хил чиме је основан Бајтаун, тј. данашња Отава.
Канал је поделио место на два дела: горњи град где се налазе зграде парламента, те доњи град који је био монтажно село у ком су често владале епидемије болести, као што је избијање колере 1832. и тифуса 1847. године. Бајтаун је преименован у Отаву 1855. када добија и статус града.

### Главни град Канаде
Дана 31. децембра 1857. краљица Викторија је као главни град Провинције Канаде (данашњи Онтарио и Квебек) изабрала Отаву. Иако је данас Отава четврти по величини град у Канади, у то време била је мало село која је знатно била удаљена од великих канадских градова као што су Квебек и Монтреал на истоку, те Кингстон и Торонто на западу.
Постоји више разлога зашто су краљичини саветници као главни град предложили Отаву: као прво, ово је било једино значајније село на граници западне и источне Канаде (Онтарио и Квебек), чиме је био прихватљив компромис за британску и француску заједницу које су живеле у колонији; други разлог је била растојање овог града од америчке границе и изолованост густим шумама, што је било врло важно у то време недуго након рата са САД-ом; као треће, влада је овде поседовала велики део привлачног земљишта код реке Отаве. Предност Отаве била је лакша одбрана од могућих напада, те саобраћајна веза реком Отава и каналом Ридо са истоком и западом колоније. Због мале величине града нису биле изгледне побуне становништва и напади на владине зграде, као што је то био случај са осталим престоницама Канаде. Речна мрежа града омогућавала је везу Кингстона и Монтреала без додира са тада опасном канадско-америчком границом.
Након Првог светског рата, због неодржавања дрвених грађевина је велики део престонице био у расулу. Изворна главна зграда парламента уништена је у пожару 1916. године. За обнову и изградњу престонице задужен је француски урбаниста Жак Гребер. Жак Гребер је осмислио изградњу зеленог појаса престонице (Greenbelt) те многе остале пројекте у Региону националне престонице. Горњи и доњи дом парламента пресељени су за то време у зграду данашњег Канадског природњачког музеја. Централна зграда новог парламента (Centre Block) завршена је 1922. године. Торањ мира на згради постао је нови симбол града.
Дана 5. септембра 1945, недуго након завршетка Другог светског рата, овде се одвио инцидент који многи сматрају да је означио почетак Хладног рата. Совјетски криптограф Игор Гузенко пребегао је из совјетске амбасаде са стотињак докумената. Првобитно је канадска полиција одбила да преузме ова документа, будући да је СССР још увек био савезник Канаде и Велике Британије. Кад су напослетку ипак преузели документе, нађени су докази о великој совјетској шпијунској мрежи у западним земљама, те о изградњи совјетске атомске бомбе.
Пре 1969. Отава је била део округа Карлтон, да би онда била спојена у регионалну општину Отава-Карлтон. Године 2001, Отави (350.000 стан.) су управно придружена предграђа Непеан (135.000), Каната (85.000), Глостер (120.000), Роклиф Парк (2.100), Камберленд (55.000), Орлеанс (84.695) и рурална насеља Вест Карлстон (18.000), Осгуд (13.000), Ридо (18.000) и Голборн (24.000).

## Географија

### Клима
| Клима Отаве (Централна експериментална фарма), 1981–2010 нормале, екстреми 1872–садашњост | Клима Отаве (Централна експериментална фарма), 1981–2010 нормале, екстреми 1872–садашњост | Клима Отаве (Централна експериментална фарма), 1981–2010 нормале, екстреми 1872–садашњост | Клима Отаве (Централна експериментална фарма), 1981–2010 нормале, екстреми 1872–садашњост | Клима Отаве (Централна експериментална фарма), 1981–2010 нормале, екстреми 1872–садашњост | Клима Отаве (Централна експериментална фарма), 1981–2010 нормале, екстреми 1872–садашњост | Клима Отаве (Централна експериментална фарма), 1981–2010 нормале, екстреми 1872–садашњост | Клима Отаве (Централна експериментална фарма), 1981–2010 нормале, екстреми 1872–садашњост | Клима Отаве (Централна експериментална фарма), 1981–2010 нормале, екстреми 1872–садашњост | Клима Отаве (Централна експериментална фарма), 1981–2010 нормале, екстреми 1872–садашњост | Клима Отаве (Централна експериментална фарма), 1981–2010 нормале, екстреми 1872–садашњост | Клима Отаве (Централна експериментална фарма), 1981–2010 нормале, екстреми 1872–садашњост | Клима Отаве (Централна експериментална фарма), 1981–2010 нормале, екстреми 1872–садашњост | Клима Отаве (Централна експериментална фарма), 1981–2010 нормале, екстреми 1872–садашњост |
| Показатељ \ Месец                                                                         | .Јан.                                                                                     | .Феб.                                                                                     | .Мар.                                                                                     | .Апр.                                                                                     | .Мај.                                                                                     | .Јун.                                                                                     | .Јул.                                                                                     | .Авг.                                                                                     | .Сеп.                                                                                     | .Окт.                                                                                     | .Нов.                                                                                     | .Дец.                                                                                     | .Год.                                                                                     |
| ----------------------------------------------------------------------------------------- | ----------------------------------------------------------------------------------------- | ----------------------------------------------------------------------------------------- | ----------------------------------------------------------------------------------------- | ----------------------------------------------------------------------------------------- | ----------------------------------------------------------------------------------------- | ----------------------------------------------------------------------------------------- | ----------------------------------------------------------------------------------------- | ----------------------------------------------------------------------------------------- | ----------------------------------------------------------------------------------------- | ----------------------------------------------------------------------------------------- | ----------------------------------------------------------------------------------------- | ----------------------------------------------------------------------------------------- | ----------------------------------------------------------------------------------------- |
| Апсолутни максимум, °C (°F)                                                               | 15,6 (60,1)                                                                               | 12,7 (54,9)                                                                               | 26,7 (80,1)                                                                               | 31,2 (88,2)                                                                               | 35,2 (95,4)                                                                               | 36,7 (98,1)                                                                               | 37,8 (100)                                                                                | 37,8 (100)                                                                                | 36,7 (98,1)                                                                               | 29,4 (84,9)                                                                               | 23,3 (73,9)                                                                               | 17,2 (63)                                                                                 | 37,8 (100)                                                                                |
| Максимум, °C (°F)                                                                         | −5,8 (21,6)                                                                               | −3,1 (26,4)                                                                               | 2,4 (36,3)                                                                                | 11,4 (52,5)                                                                               | 19,0 (66,2)                                                                               | 24,1 (75,4)                                                                               | 26,6 (79,9)                                                                               | 25,4 (77,7)                                                                               | 20,5 (68,9)                                                                               | 12,8 (55)                                                                                 | 5,5 (41,9)                                                                                | −2,0 (28,4)                                                                               | 11,4 (52,5)                                                                               |
| Просек, °C (°F)                                                                           | −10,2 (13,6)                                                                              | −7,9 (17,8)                                                                               | −2,2 (28)                                                                                 | 6,5 (43,7)                                                                                | 13,5 (56,3)                                                                               | 18,7 (65,7)                                                                               | 21,2 (70,2)                                                                               | 19,9 (67,8)                                                                               | 15,3 (59,5)                                                                               | 8,4 (47,1)                                                                                | 2,0 (35,6)                                                                                | −5,6 (21,9)                                                                               | 6,6 (43,9)                                                                                |
| Минимум, °C (°F)                                                                          | −14,4 (6,1)                                                                               | −12,5 (9,5)                                                                               | −6,8 (19,8)                                                                               | 1,5 (34,7)                                                                                | 8,0 (46,4)                                                                                | 13,3 (55,9)                                                                               | 15,7 (60,3)                                                                               | 14,5 (58,1)                                                                               | 10,1 (50,2)                                                                               | 4,0 (39,2)                                                                                | −1,5 (29,3)                                                                               | −9,2 (15,4)                                                                               | 1,9 (35,4)                                                                                |
| Апсолутни минимум, °C (°F)                                                                | −37,8 (−36)                                                                               | −38,3 (−36,9)                                                                             | −36,7 (−34,1)                                                                             | −20,6 (−5,1)                                                                              | −7,2 (19)                                                                                 | 0,0 (32)                                                                                  | 3,3 (37,9)                                                                                | 1,1 (34)                                                                                  | −4,4 (24,1)                                                                               | −12,8 (9)                                                                                 | −30,6 (−23,1)                                                                             | −38,9 (−38)                                                                               | −38,9 (−38)                                                                               |
| Количина падавина, mm (in)                                                                | 62,9 (2,476)                                                                              | 49,7 (1,957)                                                                              | 57,5 (2,264)                                                                              | 71,1 (2,799)                                                                              | 86,6 (3,409)                                                                              | 92,7 (3,65)                                                                               | 84,4 (3,323)                                                                              | 83,8 (3,299)                                                                              | 92,7 (3,65)                                                                               | 85,9 (3,382)                                                                              | 82,7 (3,256)                                                                              | 69,5 (2,736)                                                                              | 919,5 (36,201)                                                                            |
| Количина кише, mm (in)                                                                    | 23,0 (0,906)                                                                              | 17,9 (0,705)                                                                              | 28,8 (1,134)                                                                              | 63,2 (2,488)                                                                              | 86,6 (3,409)                                                                              | 92,7 (3,65)                                                                               | 84,4 (3,323)                                                                              | 83,8 (3,299)                                                                              | 92,7 (3,65)                                                                               | 83,1 (3,272)                                                                              | 67,5 (2,657)                                                                              | 31,9 (1,256)                                                                              | 755,5 (29,744)                                                                            |
| Количина снега, cm (in)                                                                   | 44,3 (17,44)                                                                              | 34,7 (13,66)                                                                              | 29,1 (11,46)                                                                              | 7,2 (2,83)                                                                                | 0,0 (0)                                                                                   | 0,0 (0)                                                                                   | 0,0 (0)                                                                                   | 0,0 (0)                                                                                   | 0,0 (0)                                                                                   | 2,9 (1,14)                                                                                | 16,0 (6,3)                                                                                | 41,3 (16,26)                                                                              | 175,4 (69,06)                                                                             |
| Дани са падавинама (≥ 0.2 mm)                                                             | 16,0                                                                                      | 11,7                                                                                      | 11,5                                                                                      | 13,2                                                                                      | 14,5                                                                                      | 12,4                                                                                      | 11,6                                                                                      | 11,2                                                                                      | 12,9                                                                                      | 14,9                                                                                      | 15,2                                                                                      | 15,6                                                                                      | 160,7                                                                                     |
| Дани са кишом (≥ 0.2 mm)                                                                  | 3,7                                                                                       | 3,5                                                                                       | 5,5                                                                                       | 11,5                                                                                      | 14,4                                                                                      | 12,4                                                                                      | 11,6                                                                                      | 11,2                                                                                      | 12,9                                                                                      | 14,6                                                                                      | 11,6                                                                                      | 5,5                                                                                       | 118,3                                                                                     |
| Дани са снегом (≥ 0.2 cm)                                                                 | 14,1                                                                                      | 9,7                                                                                       | 7,4                                                                                       | 2,7                                                                                       | 0,08                                                                                      | 0,0                                                                                       | 0,0                                                                                       | 0,0                                                                                       | 0,0                                                                                       | 0,81                                                                                      | 5,1                                                                                       | 12,2                                                                                      | 52,0                                                                                      |
| Сунчани сати — месечни просек                                                             | 99,3                                                                                      | 131,3                                                                                     | 167,1                                                                                     | 189,8                                                                                     | 229,8                                                                                     | 254,2                                                                                     | 279,0                                                                                     | 249,3                                                                                     | 177,6                                                                                     | 139,4                                                                                     | 84,3                                                                                      | 82,6                                                                                      | 2.083,7                                                                                   |
| Сунчано време — месечни проценти                                                          | 35,0                                                                                      | 44,9                                                                                      | 45,3                                                                                      | 46,9                                                                                      | 49,9                                                                                      | 54,3                                                                                      | 58,9                                                                                      | 57,1                                                                                      | 47,1                                                                                      | 41,0                                                                                      | 29,4                                                                                      | 30,3                                                                                      | 45,0                                                                                      |
| Извор: Животна средина Канаде                                                             |                                                                                           |                                                                                           |                                                                                           |                                                                                           |                                                                                           |                                                                                           |                                                                                           |                                                                                           |                                                                                           |                                                                                           |                                                                                           |                                                                                           |                                                                                           |

| Клима Међународног аеродрома Отава, 1981–2010 нормале, екстреми 1938–садашњост | Клима Међународног аеродрома Отава, 1981–2010 нормале, екстреми 1938–садашњост | Клима Међународног аеродрома Отава, 1981–2010 нормале, екстреми 1938–садашњост | Клима Међународног аеродрома Отава, 1981–2010 нормале, екстреми 1938–садашњост | Клима Међународног аеродрома Отава, 1981–2010 нормале, екстреми 1938–садашњост | Клима Међународног аеродрома Отава, 1981–2010 нормале, екстреми 1938–садашњост | Клима Међународног аеродрома Отава, 1981–2010 нормале, екстреми 1938–садашњост | Клима Међународног аеродрома Отава, 1981–2010 нормале, екстреми 1938–садашњост | Клима Међународног аеродрома Отава, 1981–2010 нормале, екстреми 1938–садашњост | Клима Међународног аеродрома Отава, 1981–2010 нормале, екстреми 1938–садашњост | Клима Међународног аеродрома Отава, 1981–2010 нормале, екстреми 1938–садашњост | Клима Међународног аеродрома Отава, 1981–2010 нормале, екстреми 1938–садашњост | Клима Међународног аеродрома Отава, 1981–2010 нормале, екстреми 1938–садашњост | Клима Међународног аеродрома Отава, 1981–2010 нормале, екстреми 1938–садашњост |
| Показатељ \ Месец                                                              | .Јан.                                                                          | .Феб.                                                                          | .Мар.                                                                          | .Апр.                                                                          | .Мај.                                                                          | .Јун.                                                                          | .Јул.                                                                          | .Авг.                                                                          | .Сеп.                                                                          | .Окт.                                                                          | .Нов.                                                                          | .Дец.                                                                          | .Год.                                                                          |
| ------------------------------------------------------------------------------ | ------------------------------------------------------------------------------ | ------------------------------------------------------------------------------ | ------------------------------------------------------------------------------ | ------------------------------------------------------------------------------ | ------------------------------------------------------------------------------ | ------------------------------------------------------------------------------ | ------------------------------------------------------------------------------ | ------------------------------------------------------------------------------ | ------------------------------------------------------------------------------ | ------------------------------------------------------------------------------ | ------------------------------------------------------------------------------ | ------------------------------------------------------------------------------ | ------------------------------------------------------------------------------ |
| Индекс субјективне топлоте                                                     | 13,9                                                                           | 15,1                                                                           | 30,0                                                                           | 35,1                                                                           | 41,8                                                                           | 44,0                                                                           | 47,2                                                                           | 47,0                                                                           | 42,5                                                                           | 33,9                                                                           | 26,1                                                                           | 18,4                                                                           | 47,2                                                                           |
| Апсолутни максимум, °C (°F)                                                    | 12,9 (55,2)                                                                    | 12,4 (54,3)                                                                    | 27,4 (81,3)                                                                    | 31,1 (88)                                                                      | 35,8 (96,4)                                                                    | 36,1 (97)                                                                      | 36,7 (98,1)                                                                    | 37,8 (100)                                                                     | 35,1 (95,2)                                                                    | 27,8 (82)                                                                      | 23,9 (75)                                                                      | 17,9 (64,2)                                                                    | 37,8 (100)                                                                     |
| Максимум, °C (°F)                                                              | −5,8 (21,6)                                                                    | −3,4 (25,9)                                                                    | 2,5 (36,5)                                                                     | 11,6 (52,9)                                                                    | 19,0 (66,2)                                                                    | 24,1 (75,4)                                                                    | 26,5 (79,7)                                                                    | 25,3 (77,5)                                                                    | 20,4 (68,7)                                                                    | 12,7 (54,9)                                                                    | 5,4 (41,7)                                                                     | −2,3 (27,9)                                                                    | 11,3 (52,3)                                                                    |
| Просек, °C (°F)                                                                | −10,3 (13,5)                                                                   | −8,1 (17,4)                                                                    | −2,3 (27,9)                                                                    | 6,3 (43,3)                                                                     | 13,3 (55,9)                                                                    | 18,5 (65,3)                                                                    | 21,0 (69,8)                                                                    | 19,8 (67,6)                                                                    | 15,0 (59)                                                                      | 8,0 (46,4)                                                                     | 1,5 (34,7)                                                                     | −6,2 (20,8)                                                                    | 6,4 (43,5)                                                                     |
| Минимум, °C (°F)                                                               | −14,8 (5,4)                                                                    | −12,7 (9,1)                                                                    | −7,0 (19,4)                                                                    | 1,0 (33,8)                                                                     | 7,5 (45,5)                                                                     | 12,9 (55,2)                                                                    | 15,5 (59,9)                                                                    | 14,3 (57,7)                                                                    | 9,6 (49,3)                                                                     | 3,3 (37,9)                                                                     | −2,4 (27,7)                                                                    | −10,1 (13,8)                                                                   | 1,4 (34,5)                                                                     |
| Апсолутни минимум, °C (°F)                                                     | −35,6 (−32,1)                                                                  | −36,1 (−33)                                                                    | −30,6 (−23,1)                                                                  | −16,7 (1,9)                                                                    | −5,6 (21,9)                                                                    | −0,1 (31,8)                                                                    | 5,0 (41)                                                                       | 2,6 (36,7)                                                                     | −3,0 (26,6)                                                                    | −8,0 (17,6)                                                                    | −21,7 (−7,1)                                                                   | −34,4 (−29,9)                                                                  | −36,1 (−33)                                                                    |
| Индекс субјективне хладноће                                                    | −47,8                                                                          | −47,6                                                                          | −42,7                                                                          | −26,3                                                                          | −10,9                                                                          | 0,0                                                                            | 0,0                                                                            | 0,0                                                                            | −6,4                                                                           | −13,3                                                                          | −29,5                                                                          | −44,6                                                                          | −47,8                                                                          |
| Количина падавина, mm (in)                                                     | 65,4 (2,575)                                                                   | 54,3 (2,138)                                                                   | 64,4 (2,535)                                                                   | 74,5 (2,933)                                                                   | 80,3 (3,161)                                                                   | 92,8 (3,654)                                                                   | 91,9 (3,618)                                                                   | 85,5 (3,366)                                                                   | 90,1 (3,547)                                                                   | 86,1 (3,39)                                                                    | 81,9 (3,224)                                                                   | 76,4 (3,008)                                                                   | 943,4 (37,142)                                                                 |
| Количина кише, mm (in)                                                         | 25,0 (0,984)                                                                   | 18,7 (0,736)                                                                   | 31,1 (1,224)                                                                   | 63,0 (2,48)                                                                    | 80,1 (3,154)                                                                   | 92,8 (3,654)                                                                   | 91,9 (3,618)                                                                   | 85,5 (3,366)                                                                   | 90,1 (3,547)                                                                   | 82,2 (3,236)                                                                   | 64,5 (2,539)                                                                   | 33,5 (1,319)                                                                   | 758,2 (29,85)                                                                  |
| Количина снега, cm (in)                                                        | 53,9 (21,22)                                                                   | 43,3 (17,05)                                                                   | 38,3 (15,08)                                                                   | 11,3 (4,45)                                                                    | 0,2 (0,08)                                                                     | 0,0 (0)                                                                        | 0,0 (0)                                                                        | 0,0 (0)                                                                        | 0,0 (0)                                                                        | 3,7 (1,46)                                                                     | 20,2 (7,95)                                                                    | 52,5 (20,67)                                                                   | 223,5 (87,99)                                                                  |
| Дани са падавинама (≥ 0.2 mm)                                                  | 16,6                                                                           | 13,1                                                                           | 12,7                                                                           | 12,4                                                                           | 13,4                                                                           | 13,2                                                                           | 11,9                                                                           | 11,0                                                                           | 12,3                                                                           | 14,3                                                                           | 15,2                                                                           | 17,4                                                                           | 163,6                                                                          |
| Дани са кишом (≥ 0.2 mm)                                                       | 4,4                                                                            | 3,9                                                                            | 6,7                                                                            | 10,9                                                                           | 13,4                                                                           | 13,2                                                                           | 11,9                                                                           | 11,0                                                                           | 12,3                                                                           | 13,7                                                                           | 11,0                                                                           | 6,0                                                                            | 118,4                                                                          |
| Дани са снегом (≥ 0.2 cm)                                                      | 16,1                                                                           | 12,1                                                                           | 8,8                                                                            | 3,5                                                                            | 0,17                                                                           | 0,0                                                                            | 0,0                                                                            | 0,0                                                                            | 0,0                                                                            | 1,1                                                                            | 6,8                                                                            | 14,7                                                                           | 63,3                                                                           |
| Релативна влажност, %                                                          | 67,5                                                                           | 61,3                                                                           | 56,6                                                                           | 50,2                                                                           | 49,9                                                                           | 53,1                                                                           | 53,7                                                                           | 55,0                                                                           | 59,1                                                                           | 61,6                                                                           | 68,1                                                                           | 72,2                                                                           | 59,0                                                                           |
| Сунчани сати — месечни просек                                                  | 122,4                                                                          | 114,1                                                                          | 168,5                                                                          | 187,5                                                                          | 210,5                                                                          | 274,0                                                                          | 301,4                                                                          | 231,9                                                                          | 211,5                                                                          | 148,8                                                                          | 92,4                                                                           | 68,8                                                                           | 2.131,7                                                                        |
| Сунчано време — месечни проценти                                               | 43,1                                                                           | 39,0                                                                           | 45,7                                                                           | 46,3                                                                           | 45,7                                                                           | 58,6                                                                           | 63,7                                                                           | 53,1                                                                           | 56,1                                                                           | 43,7                                                                           | 32,2                                                                           | 25,2                                                                           | 46,0                                                                           |
| Извор: Животна средина Канада                                                  |                                                                                |                                                                                |                                                                                |                                                                                |                                                                                |                                                                                |                                                                                |                                                                                |                                                                                |                                                                                |                                                                                |                                                                                |                                                                                |

## Становништво
Према резултатима пописа становништва из 2011. у граду је живело 883.391 становника, што је за 8,8% више у односу на попис из 2006. када је регистровано 812.129 житеља.
| 2006.   | 2011.   | 2016.   |
| ------- | ------- | ------- |
| 812.129 | 883.391 | 934.243 |

## Партнерски градови
- Каиро
- Пекинг
- Катанија
- Монтекастрили
- Буенос Ајрес
- Палермо
- Кампобасо

## Образовање
Отава је позната као град са високим образовањем у целој Канади, са више од пола становништва које је дипломирало на колеџу или универзитету. Највише инжењера, научника и доктора наука у целој Канади су житељи Отаве. Град има два главна јавна универзитета: Универзитет Карлтон и Универзитет у Отави, и два главна јавна колеџа: Колеџ Алгонквин и Сите колежјал. Такође има и два хришћанска универзитета: Доминикански универзитетски колеџ и Универзитет свети Павле.